# Anatolij Tarasov (hockeista su ghiaccio)
Anatolij Vladimirovič Tarasov (in russo Анатолий Владимирович Тарасов?; Mosca, 10 dicembre 1918 – Mosca, 23 giugno 1995) è stato un allenatore di calcio, calciatore, hockeista su ghiaccio e allenatore di hockey su ghiaccio sovietico, noto come il padre dell'hockey russo.

## Carriera
Suo fratello Jurij (1927-1950) è stato anch'egli un calciatore; nel 1950 Jurij è deceduto in un incidente aereo nei pressi di Sverdlovs'k, mentre viaggiava con la squadra di hockey della VVS Mosca. Sua figlia Tat'jana Tarasova è una famosa allenatrice di pattinaggio su ghiaccio.
Nel 2008 la KHL gli ha intitolato una delle divisioni del torneo: la Divizion Tarasova.

## Palmarès

### Allenatore

#### Club

##### Competizioni nazionali
- Campionato sovietico: 17

 CSKA Mosca: Tra il 1946 e il 1975

#### Nazionale

##### Giochi olimpici
- Oro: 3

 Unione Sovietica: Innsbruck 1964, Grenoble 1968, Sapporo 1972

##### Campionato mondiale IIHF
- Oro: 9

 Unione Sovietica: Tra il 1963 e il 1971

#### Individuale
- Hockey Hall of Fame:

Membro dal 1974
- IIHF Hall of Fame:

Membro dal 1997